# Letis hercyna
Letis hercyna là một loài bướm đêm trong họ Erebidae.